# Kostenreductie
Kostenreductie is het proces dat bedrijven gebruiken om hun kosten te verlagen en hun winsten te verhogen. De strategieën kunnen variëren, afhankelijk van de goederen en diensten van een bedrijf. Elke keuze in het productontwikkelingsproces beïnvloedt kosten: het ontwerp is meestal verantwoordelijk voor 70-80% van de uiteindelijke kosten van een project zoals bij een project in de constructiebouw of bij de bouw van een gebouw.
Bedrijven brengen meestal een nieuw product uit zonder al te veel aandacht aan kosten te besteden. Kosten worden pas een van belang als concurrentie stijgt en prijzen een onderscheidende factor op de markt worden.
Het belang van kostenreductie vergeleken met andere strategische bedrijfsdoelstellingen wordt vaak bediscussieerd.